# Бабенко Юрій Іванович
Юрій Іванович Бабенко (рос. Юрий Иванович Бабенко; 2 січня 1978, м. Пенза, СРСР) — російський хокеїст, центральний нападник. 
Вихованець хокейної школи «Дизель» (Пенза). Виступав за «Крила Рад» (Москва), ЦСКА-2 (Москва), «Плімут Вейлерс» (ОХЛ), «Герші Берс» (АХЛ), «Колорадо Аваланш», «Динамо» (Москва), «Хімік» (Воскресенськ), ХК МВД-ТХК (Твер), «Металург» (Магнітогорськ), СКА (Санкт-Петербург), ХК МВД.
В чемпіонатах НХЛ — 3 матча (0+0).

## Досягнення
- Володар кубка Гагаріна (2012, 2013)
- Володар Кубка європейських чемпіонів (2008).